# Mercury Turnpike Cruiser
Mercury Turnpike Cruiser – samochód osobowy klasy pełnowymiarowej produkowany pod amerykańską marką Mercury w latach 1956–1958. 

## Historia i opis modelu

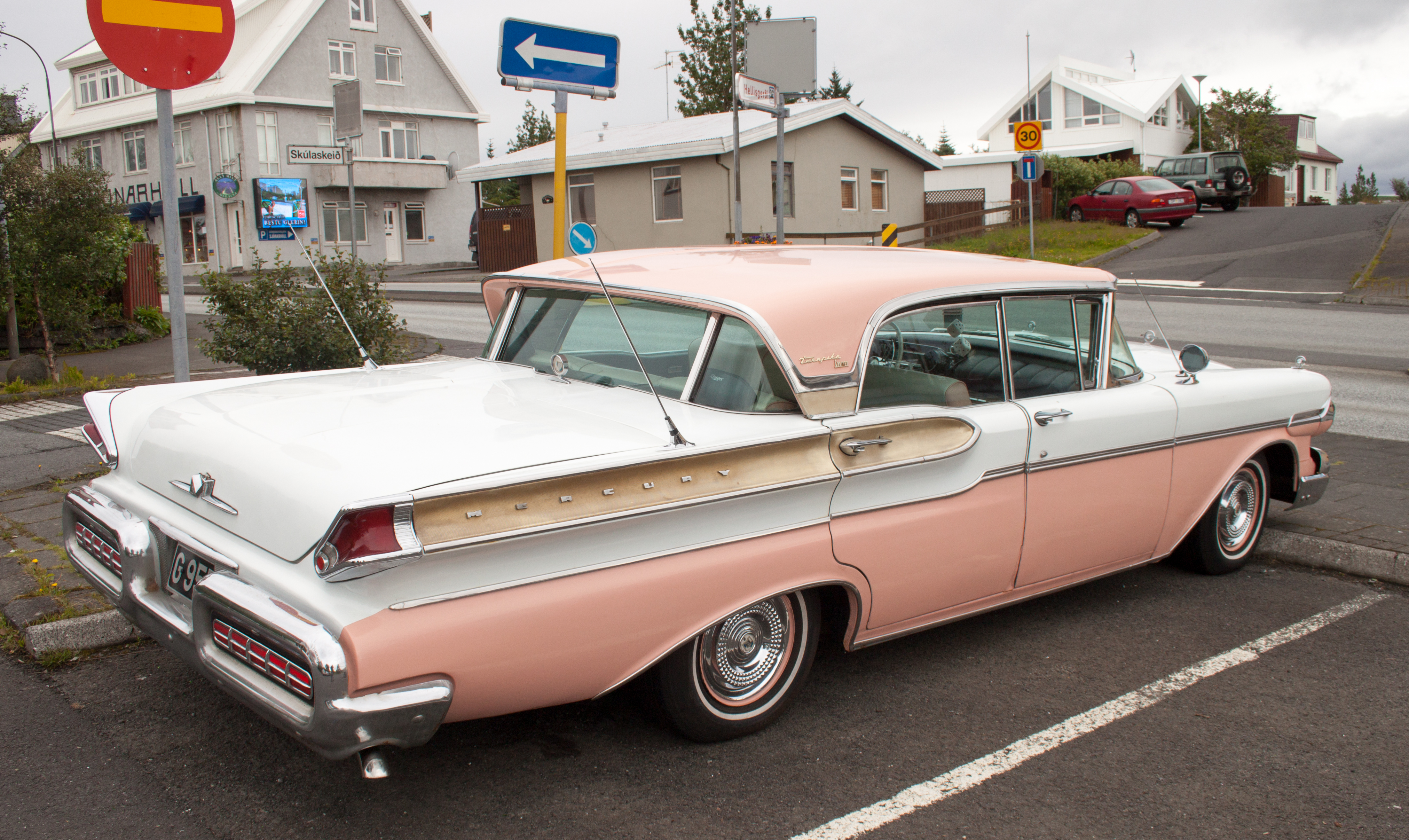
Mercury Turnpike Cruiser - tył

Mercury Voyager

W drugiej połowie lat 50. XX wieku Mercury przedstawił nową, pełnowymiarową limuzynę Turnpike Cruiser. Samochód oparty został na bazie modelu Monterey, charakteryzując się masywną, awangardowo stylizowaną karoserią. 
Malowana dwuokolrowa karoseria zyskała charakterystyczne, strzeliste nadkola, a także masywną, chromowaną atrapę chłodnicy. Innym urozmaiceniem wyglądu było wytłoczenie biegnące od tylnych drzwi do błotnika, które mogło być pomalowane w innej barwie niż pozostałe panele nadwozia.

### Voyager
Równolegle z Turnpike Cruiser, oferowanym w wariantach sedan i kabriolet, pełnowymiarowy model Mercury dostępny był także jako 3 i 5-drzwiowe kombi oferowane pod nazwą Mercury Voyager. Odmiana ta charakteryzowała się dużym, przeszklonym przedziałem transportowym.

### Produkcja
Podczas trwającej niespełna dwa lata produkcji Mercury Turnpike Cruiser, w kilku fabrykach rozmieszczonych po różnych regionach Stanów Zjednoczonych powstało 23 268 sztuk modelu.

### Silnik
- V8 6.0l Y-Block
- V8 6.3l Marauder
- V8 7.0l Marauder
- V8 7.0l Super